# Станція дослідження свердловин
Станція дослідження свердловин — комплекс обладнання, змонтований на шасі автомобіля і призначений для опускання у свердловину дослідницьких приладів.

## Опис
Автоматична дослідницька станція АДСТ — забезпечує дослідження свердловин глибиною до 5000 м як дистанційними, так і автономними приладами з однієї позиції відносно гирла; вона має систему цифрової реєстрації виміряної інформації, раціонально розміщені апаратуру і устаткування, спуско-підіймальне устаткування (для шаблонування насосно-компресорних труб — НКТ). Станція змонтована на шасі автомобіля підвищеної прохідності в спеціальному утепленому геофізичному кузові-фургоні. Використовується каротажний одножильний кабель КОБДФМ-2 або КПКО-1. Свердловинні прилади станції розраховані для роботи у свердловинах з внутрішнім діаметром експлуатаційної колони 124—155 мм. Габарити свердловинних приладів дають змогу досліджувати фактично всі фонтанні і нагнітальні свердловини з внутрішнім діаметром НКТ не менше 40 мм і частково механізовані свердловини, обладнанні штанговими свердловинними насосами (ШСН). Станція АПЕЛ-64 — розміщена на шасі автомобіля в кузові автобуса. Прилад для дослідження опускається у свердловину на каротажному одножильному кабелі КОБДФМ-2. Через кабель інформація передається на наземну вимірювальну і реєструвальну апаратуру. Привод лебідки здійснюється від двигуна автомобіля. Однак станція АПЕЛ-64 має погану прохідність в умовах бездоріжжя, перевантажене шасі і низьку надійність самописного потенціометра. Кращою є станція АПЕЛ-66, в якій додатково встановлено спуско-підіймальне устаткування для шаблонування НКТ. Станція змонтована на шасі автомобіля підвищеної прохідності в спеціальному утепленому геофізичному кузові-фургоні. Свердловинні прилади, які входять до комплекту станцій АПЕЛ-64 і АПЕЛ-66, розраховані для роботи у свердловинах глибиною до 3500 м з внутрішнім діаметром експлуатаційної колони від 124 до 155 мм і внутрішнім діаметром НКТ не менше 50 мм.
УСТАТКУВАННЯ ДЛЯ ДОСЛІДЖЕННЯ У СВЕРДЛОВИНАХ — устаткування, яке змонтовано на шасі автомобіля, включає одно- або двобарабанну лебідку з пультом управління, набір обладнання та інструменту і призначене для опускання у свердловину на металевому дроті свердловинних (глибинних) манометрів, витрато- і дебітомірів, пробовідбірників і т. ін.